# 水窗
水窗是指波长范围处在2.34nm与4.4nm之间的软X射线。前者对应氧原子的K吸收带，后者对应碳原子的K吸收带，即光子能量范围在530eV到280eV间的X射线。在此范围内，水不吸收X射线，即水对X射线是透明的。但是，此范围内的X射线会被氮原子和其他构成生物机体的元素吸收，因此，该波长可用于对活体生物样本进行X射线显微．